# ريوغوردو
بلدية ريوغوردو (بالإسبانية: Riogordo) هي بلدية تقع في مقاطعة مالقة التابعة لمنطقة أندلوسيا جنوب إسبانيا.

## الديموغرافيا
بلغ عدد سكان بلدية ريوغوردو 3.127 نسمة عام 2011 (وفقاً للمعهد الوطني الإسباني للإحصاء).
| 2.662 | 2.692 | 2.636 | 2.947 | 3.052 | 3.102 | 3.127 |